# 多摩美術大学の人物一覧
多摩美術大学の人物一覧（たまびじゅつだいがくのじんぶついちらん）は、多摩美術大学に関係する人物の一覧記事。

## 著名な教職員

### 現職
- 大津英敏 - 造形表現学部造形学科
- 黒川晃彦 - 彫刻学科
- 川崎和男 - 生産デザイン学科・プロダクト専攻 プロダクトデザイン
- 椹木野衣 - 美術評論・教授
- 中沢新一 - 大学 芸術学科教授 思想家
- 青木野枝 - 大学 彫刻学科教授 彫刻家
- 辰野登恵子 - 大学 絵画学科教授 洋画家
- 原田大三郎 - 大学 情報デザイン学科教授 情報デザイン
- 平出隆 - 大学 芸術学科教授 詩人
- 李禹煥 - 大学 大学院教授 現代美術家
- 伊東豊雄 - 大学 環境デザイン
- 川上元美 - 大学 環境デザイン
- 藤江和子 - 大学 環境デザイン
- 妹島和世 - 大学 デザイン
- 鶴岡真弓 - 大学芸術学科教授
- 安藤礼二 - 大学芸術学科准教授
- ヲノサトル - 大学 音楽制作、映像メディア
- 永原康史 - 情報デザイン学科教授
- 中村勇吾 - 大学 統合デザイン学科教授
- 石川直樹 - 芸術人類学研究所研究員
- 野田秀樹 - 造形表現学部映像演劇学科教授
- 秋山孝 - 美術学部グラフィックデザイン学科教授
- 十文字美信 - 美術学部グラフィックデザイン学科教授
- 高萩宏 - 美術学部芸術学科及び造形表現学部映像演劇学科客員教授
- 筧裕介 - 統合デザイン学科非常勤講師、デザイナー、慶応大特任教授、イシュープラスデザイン理事長、日本計画行政学会学会奨励賞、グッドデザイン賞
- 毛綱毅曠 - 大学 環境デザイン学科教授
- 飯島洋一 - 大学 建築評論家 教授
- 勅使川原三郎 - 美術学部教授
- 青山真治 - 大学 映画監督 映像演劇学科教授
- 枡野俊明 - 大学 作庭家　環境デザイン学科教授
- 佐藤直樹 - 造形表現学部デザイン学科教授
- 西岡文彦 - 造形表現学部デザイン学科教授
- 青野聰 - 美術学部教授
- 西山浩平 - 美術学部情報デザイン学科客員教授
- 四方幸子 - 美術学部情報デザイン学科客員教授
- 長谷川祐子 - 美術学部芸術学科教授
- 皆川明 - 美術学部生産デザイン学科客員教授
- 菊地信義 - 美術学部芸術学科客員教授
- 酒井忠康 - 美術学部芸術学科客員教授
- 建畠晢 - 美術学部芸術学科客員教授
- 横尾忠則 - 美術学部客員教授
- タイモン・スクリーチ - 美術学部客員教授
- ジェームズ・ダイソン - 美術学部客員教授 プロダクトデザイン
- 佐々木正人 - 美術学部教授
- 高嶺格 - 美術学部教授
- アピチャートポン・ウィーラセータクン - 美術学部教授
- 佐宗邦威 - 准教授

### 名誉教授
- 末松正樹 - 美術学部名誉教授、学長代行
- 赤坂長義 - 美術学部名誉教授
- 岩倉信弥 - 美術学部名誉教授
- ポール・ランド - 美術学部名誉教授
- 吹田文明 - 美術学部名誉教授
- 辻惟雄 - 美術学部名誉教授
- 相笠昌義 - 美術学部名誉教授
- 松尾敏男 - 美術学部名誉教授
- 渡部一二 - 美術学部名誉教授
- 品田雄吉 - 造形表現学部名誉教授
- 脇リギオ - 美術学部名誉教授
- 東野芳明 - 美術学部名誉教授
- 奥野健男 - 美術学部名誉教授
- 峯村敏明 - 美術学部名誉教授
- 秦剛平 - 美術学部名誉教授
- 吹田文明 - 美術学部名誉教授
- 清田義英 - 美術学部名誉教授
- 佐藤晃一 - 美術学部名誉教授

### 大学組織関係者
- 高橋士郎 - 第7代学長
- 田中義男 - 理事[1]
- 杉江清 - 監事
- 今井兼次 - 美術学部デザイン学科（図案科）
- 里見宗次 - 美術学部デザイン学科（図案科）
- 三木清 - 美術学部
- 中山公男 - 美術学部
- 高階秀爾 - 美術学部
- 安藤更生 - 美術学部
- 福田恆存 - 美術学部
- 重森弘淹 - 美術学部
- 富永惣一 - 美術学部
- 野見山暁治 - 美術学部
- 江上波夫 - 美術学部
- 遠山啓 - 美術学部
- 高松次郎 - 美術学部
- 奥村土牛 - 美術学部日本画学科
- 加山又造 - 美術学部日本画学科
- 郷倉千靱 - 美術学部日本画学科
- 森白甫 - 美術学部日本画学科
- 堀文子 - 美術学部日本画学科
- 中村岳陵 - 美術学部
- 石田英一郎 - 美術学部
- 福沢一郎 - 美術学部
- 駒井哲郎 - 美術学部
- 円鍔勝三 - 美術学部
- 建畠覚造 - 美術学部
- 横山操 - 美術学部
- 針生一郎 - 美術学部
- 舟越保武 - 美術学部
- 峯村敏明 - 美術学部
- 真下信一 - 美術学部
- 池田満寿夫 - 美術学部
- 靉嘔 - 美術学部
- 高松次郎 - 美術学部
- 剣持勇 - 美術学部
- 吉田三郎 - 美術学部
- 牧野虎雄 - 美術学部
- 安田靫彦 - 美術学部
- 岸田日出刀 - 美術学部
- 秋山邦晴 - 美術学部
- 池原義郎 - 美術学部
- 清家清 - 美術学部
- 服部正 - 美術学部
- 鈴木忠義 - 美術学部
- 平井聖 - 美術学部
- 藤岡通夫 - 美術学部
- 宮内嘉久 - 美術学部
- 赤坂長義 - 美術学部
- 若林奮 - 美術学部
- 岡田譲 - 美術学部　多摩美術大学文様研究所
- 江上波夫 - 美術学部　多摩美術大学文様研究所
- 伊藤俊治 - 美術学部
- 清水邦夫 - 造形表現学部
- 鈴木志郎康 - 造形表現学部
- 芹沢銈介 - 美術学部
- 坂茂 - 美術学部
- 工藤幸雄 - 美術学部
- 平松礼二 - 美術学部
- 山名文夫 - 美術学部　元・図案科教授、グラフィックデザイナー
- 上條秀介
- 靉嘔
- 立花良介
- 国沢新兵衛
- 米山梅吉
- 中村岳陵 - 日本画家
- 山村耕花 - 日本画家、浮世絵師、版画家
- 熊岡美彦 - 洋画家
- 鈴木千久馬 - 洋画家
- 中川紀元 - 洋画家
- 大久保作次郎 - 洋画家
- 宮本三郎 - 洋画家
- 鈴木信太郎 - 洋画家
- 川本喜八郎 - アニメーション作家、人形作家
- 高畑勲 - 映画監督、アニメ演出家

## OB・OG

### デザイナー
- 青木二郎 - アートディレクター
- 荒川健 - カーデザイナー、元・三菱自動車、マツダチーフデザイナー、現・産業技術大学院大学客員教授
- 五十嵐威暢 - グラフィックデザイナー
- 石津孝 - グラフィックデザイナー
- 伊藤志信 - インテリアデザイナー、東京大学特任准教授、ミラノ工科大学デザイン学部教授、多摩美術大学客員教授
- 居山浩二 - グラフィックデザイナー、アートディレクター
- 岩倉信弥 - カーデザイナー、東京理科大学客員教授
- 岩倉暢子 - 劇場美術デザイナー。ドラマ『あまちゃん』で、斬新な番組ロゴやセット、キャラクターをデザイン
- 内田和美 - プロダクトデザイナー
- 内原智史 - ライティングデザイナー
- えぐちりか - アートディレクター
- 太田幸夫 - 非常口サインをデザインした サイン・デザイナー、グラフィックデザイナー
- 大貫卓也 - アートディレクター、グラフィックデザイナー
- 児玉英雄 - カーデザイナー
- 桜田秀美 - D&Dスタジオ代表取締役
- 佐藤可士和 - グラフィックデザイナー、慶應義塾大学環境情報学部特別招聘教授、京都大学経営管理大学院特命教授
- 佐野研二郎 - アートディレクター
- 篠塚正典 - グラフィックデザイナー。長野オリンピックのエンブレムをデザイン
- 島津冬樹 - 元アートディレクター、段ボールアーティスト
- 清水忠男 - 千葉大学名誉教授、インテリアデザイナー、環境デザイナー
- 清水正己 - クリエイティブディレクター、アートディレクター
- 末政ひかる - キャラクターデザイナー、イラストレーター。「たれぱんだ」の生みの親
- 田賀陽介 - ランドスケープデザイナー、芦原義信作品賞受賞、東北芸術工科大学デザイン工学部建築・環境デザイン学科准教授
- 武石正宣 - ライティングデザイナー
- 竹内良幸 - デザイナー
- 田中秀幸 - アートディレクター
- 柘植喜治 - 環境デザイン、都市デザインや都市環境プロデューサー、都市環境デザイナー、千葉大学名誉教授
- 永井一史 - グラフィックデザイナー
- 中山定雄 - インテリアデザイナー、静岡文化芸術大学教授
- ハヤカワ五味 - ファッションデザイナー
- 東泉一郎 - クリエイティブ・ディレクター、デザイナー。アルスエレクトロニカ（1997年）でゴールデン・ニカを受賞
- 深澤直人 - プロダクトデザイナー
- 福井利佐 - グラフィックデザイナー
- 藤原大 - クリエイティブ・ディレクター、デザイナー、研究者
- 古村理 - グラフィックデザイナー
- 松井るみ - 舞台美術デザイナー、センターラインアソシエイツ代表取締役
- 松の木タクヤ - グラフィックデザイナー
- 水野卓史 - グラフィックデザイナー、アートディレクター、現・資生堂宣伝文化部顧問
- 水野学 - アートディレクター、慶應義塾大学特別招聘准教授
- 三原康裕 - シューズディレクター
- 三宅一生 - ファッションデザイナー
- 森正洋 - 陶磁器デザイナー
- 内田和美  - カーデザイナー  富山大学芸術文化学部教授

### 美術作家
- 菅木志雄 - 美術家
- 小清水漸 - 美術家
- 伊藤五百亀 - 彫刻家
- 関根伸夫 - 彫刻家
- 長江録弥 - 美術家
- 照屋勇賢 - 現代美術家
- 内海信彦 - 現代美術家
- 岡田裕子 - 現代美術家
- 開発好明 - 現代美術家
- 戸塚くるみ - 彫刻家
- 大谷有花 - 現代美術家
- 松井えり菜 - 現代美術家
- 日比野克彦 - 芸術家（中退）
- 岡崎乾二郎 - 現代美術家（中退）東京大学大学院客員教授
- 田窪恭治 - 現代美術家
- 海老塚耕一 - 現代美術家
- 原田哲男 - 彫刻家、ヴェルサイユ建築大学助教授
- 長澤英俊 - 現代美術家
- 河口龍夫 - 現代美術家、筑波大学名誉教授
- 沖啓介 - 現代美術家、メディアアート
- 佐々木岳久 - 現代美術家
- 斎藤吾朗 - 美術家
- 深作秀春 - 美術家、眼科医
- 大山結子 - 現代美術家
- 池田龍雄 - 美術家
- 金山明 - 美術家、具体美術協会
- 中谷ミチコ - 美術家、彫刻家
- 彦坂尚嘉 - 美術家、芸術分析

### 版画家
- 長岡国人 - 版画家、京都精華大学教授
- 河内成幸 - 版画家
- 生田宏司 - 版画家
- 中里斉 - 版画家、ペンシルバニア大学美術大学院教授を歴任
- 丸山浩司 - 版画家

### 日本画家
- 岩波昭彦 - 日本画家
- 佐藤晨 - 日本画家
- 能島和明 - 日本画家
- 佛淵静子 - 日本画家

### イラストレーター
- あだちなみ - 絵本作家。『くまのがっこう』
- ごとうゆりか - イラストレーター・作家
- 杏仁豆腐 - イラストレーター。『アイドルマスターシリーズ』など
- 井上純一 - イラストレーター、TRPGデザイナー、漫画家。『中国嫁日記』（中退）
- 井上・ヒサト - デザイナー、イラストレーター。元サンリオ
- 今井トゥーンズ
- 湯村輝彦
- 大橋歩
- 奥田怜子 - 絵本作家
- 木村裕一 - 絵本作家。『あらしのよるに』
- さいとうなおき - イラストレーター
- しまおまほ - イラストレーター、漫画家
- 高田明美
- タカノ綾 - イラストレーター、漫画家
- たかはしみき - イラストレーター、漫画家
- 田島征三 - 絵本作家
- 鶴田一郎 - イラストレーター
- スージー甘金 - イラストレーター
- 永井郁子 - 絵本作家
- 中川画伯
- 長野拓造 - デザイナー。『レイトン教授シリーズ』『イナズマイレブン』『妖怪ウォッチ』
- 原田治 - イラストレーター
- 真鍋博
- 和田誠 - 装幀家
- 菊地信義 - 装幀家
- 祖父江慎 - 装幀家（中退）
- 藤ちょこ - イラストレーター
- ぎん太 - イラストレーター、元チュアブルソフト

### 漫画家
- 五十嵐大介 - 『魔女』『海獣の子供』
- 北見けんいち - 『釣りバカ日誌』
- ウエダハジメ - 『フリクリ』
- 小川彌生 ‐『きみはペット』
- 小栗左多里 - 『ダーリンは外国人』
- 岡崎二郎 - 『アフター0』
- 越智善彦 - 『GO!GO!ミニ四ファイター』（多摩芸術学園）
- 神矢みのる - 『プラレス3四郎』
- 喜国雅彦 - 『メフィストの漫画』
- 沓澤龍一郎 - 大阪芸術大学教授
- 小原宗夫 『瞳ダイアリー』
- 近藤聡乃
- 桜玉吉 - 『しあわせのかたち』（中退）
- 沙村広明 - 『無限の住人』など
- しまおまほ
- しりあがり寿 - 『真夜中の弥次さん喜多さん』
- 仙道ますみ - 『えっち』
- 西義之 - 『ムヒョとロージーの魔法律相談事務所』
- 高橋慶太郎 - 『Ordinary±』（中退）
- 田亀源五郎
- 玉置勉強 - 『東京赤ずきん』
- 冬目景 - 『イエスタデイをうたって』
- 流水凜子 - 『インド夫婦茶碗』など
- はるき悦巳 - 『じゃりン子チエ』など
- 古屋兎丸 - 『ライチ☆光クラブ』など
- 山田玲司 - 『Bバージン』
- 幸村誠 - 『プラネテス』など（中退）
- 吉田光彦
- 東陽片岡
- 福島鉄平
- D[diː]
- 谷口菜津子
- 宮崎夏次系

### 作家
- 稲川方人 - 詩人（多摩芸術学園）
- 井上夢人 - 小説家（多摩芸術学園）
- 入江敦彦 - エッセイスト
- 大鋸一正 - 小説家
- 加門七海 - 小説家
- 木島章 - 詩人
- 下井葉子 - 小説家
- 高山羽根子 - 小説家、SF作家、芥川賞作家
- 中島たい子 - 小説家
- 中原道夫 - 俳人
- 牧村一人 - 小説家、推理作家
- 真梨幸子 - 小説家（多摩芸術学園）
- 宮沢章夫 - 劇作家、演出家（中退）早稲田大学文学学術院教授
- 横森理香 - 小説家
- 酒井チエ - 詩人、作詞家
- 神田優 - 脚本家

### 芸能
- 三橋達也 - 俳優（中退）
- 荻島真一 - 俳優（多摩芸術学園）
- 京本政樹 - 俳優（中退）
- 山口嘉三 - 俳優
- 池田努 - 俳優
- 片桐仁 - コメディアン（ラーメンズ）、彫刻家
- 小林賢太郎 - コメディアン（ラーメンズ）、漫画家
- 竹中直人 - 俳優、コメディアン、映画監督
- 高橋基子 - タレント、ラジオパーソナリティ
- 森久保祥太郎 - 声優（中退）
- 浅沼晋太郎 - 俳優、声優、脚本家、演出家、コピーライター、デザイナー
- 垂水藤太 - 俳優
- 川俣しのぶ - 女優
- 櫻井麻美 - ミス・インターナショナル日本代表
- 諸口あきら - タレント、ラジオパーソナリティ
- 仲川希良 - ファッションモデル
- 佐藤浩市 - 俳優（多摩芸術学園）
- 飛野悟志 - 俳優（多摩芸術学園）
- 唯野未歩子 - 女優、映画監督、脚本家、小説家
- 藤井かほり - 女優、モデル
- 小島梨里杏 - 女優
- 村上耕平 - 俳優
- 加藤諒 - 俳優
- 夢眠ねむ - 元アイドル（でんぱ組.inc）
- 森岡龍 - 俳優
- 米倉強太 - モデル、映像作家
- 足立理 - 俳優
- 鈴木奈都 - 俳優
- 酒向芳 - 俳優
- 名取幸政 - 俳優
- 中尾幸世 - 女優
- 荒木知佳 - 女優
- 川添野愛 - 女優
- 水嶋凜 - 女優
- 伊藤万理華 - 女優
- ようなぴ - アイドル
- エル・ギブソン - 女優
- 大河原恵 - 女優

### ミュージシャン
- 小室等 - フォークシンガー
- 松任谷由実（荒井由実） - 歌手
- 石川鷹彦 - ギタリスト
- 石川俊介 - ベーシスト、元聖飢魔IIメンバー
- 坂本慎太郎 - ミュージシャン、ゆらゆら帝国
- 堀江博久 - NEIL&IRAIZA、Cornelius、Kahimi Karie
- 飯野竜彦 - FLYING KIDS
- ピンキー青木 - ザ・ファントムギフト
- 小林私 - シンガーソングライター

### 映像監督・映像作家
- 真田敦 - CMディレクター、映画監督
- 塚越規 - CMディレクター、映像監督
- 蔦井孝洋 - 撮影監督（多摩芸術学園）
- 泉太郎 - 現代美術家、映像作家
- 米倉強太 - 映像作家、元MEN'S NON-NO専属モデル
- 大谷健太郎 - 映画監督
- 酒井賢 - 映画美術監督
- 根本飛鳥 - 映画録音技師
- 加藤久仁生 - アニメ作家
- 獅子倉シンジ - 現代美術家
- ALIMO - 現代美術家、アニメーター
- 今石洋之 - アニメーター、アニメ監督
- 武重洋二 - アニメーション美術監督
- 今成夢人 - 映像作家、プロレスラー

### 建築家
- 内海智行 - 建築家
- 佐藤孝 - 建築家、北海道工業大学教授
- 武松幸治 - 建築家、日本建築学会賞（作品）受賞
- 寺田千加子 - 建築家、Roesling Nakamura Terada Architects、AIA Award受賞
- 連健夫 - 建築家
- 浅野正敏 - 建築家
- 長尾亜子 - 建築家
- 淺田英紀 - 建築家、GK設計 取締役
- 井坂幸恵 - 建築家
- 岡田世郎 - 建築家、佐藤総合計画 設計取締役
- 中山眞琴 - 建築家、ナカヤマ・アーキテクツ、World Architecture Festival 最優秀賞、日本建築学会 北海道建築賞
- 三宅正樹 - 建築家
- 髙橋博朗 - 建築家、芦原義信賞奨励賞受賞、日本建築家協会環境建築賞（優秀賞）
- 鶴田伸介 - 建築家、AMERICAN WOOD DESIGN AWARDS 2000入賞　APA賞　SPC賞、東京建築賞
- 今井紘一 - 建築家、JIA環境建築賞優秀賞受賞、東北建築賞作品賞受賞。
- 大野美代子 - 建築家、橋梁デザイナー、エムアンドエムデザイン事務所主宰

### 写真家
- 蜷川実花 - 写真家
- 石内都 - 写真家
- 宮本隆司 - 写真家
- 板垣由雄 - 写真家
- 後藤田三朗 - 写真家（多摩芸術学園）
- 鈴木教雄 - 写真家

### 学界
- 門間貴志 - 映画研究者、明治学院大学文学部教授
- 倉石信乃 - 写真評論家、明治大学理工学部教授
- 稲垣立男 - 法政大学国際文化学部教授
- 新井哲夫 - 教育学者、群馬大学名誉教授
- 須永剛司 - 東京芸術大学美術学部教授、情報デザイン
- 光吉俊二 - 計算機科学者、東京大学大学院特任准教授
- 樋本淳 - 立教大学現代心理学部映像身体学科教授
- 山下暁子 - 青山学院大学教育人間科学部准教授

### 工芸家
- 酒井田柿右衛門（14代目） - 陶芸家、人間国宝
- 青木龍山 - 陶芸家、文化勲章

### キュレーター・美術評論
- 上田雄三 - キュレーター
- 秋丸知貴 - キュレーター
- 飯田志保子 - キュレーター
- 小原真史 - キュレーター、写真評論家、ドキュメンタリー映画監督
- ダニエル・ハリス・ローゼン - キュレーター
- 山峰潤也 - キュレーター

### 実業界
- 東海林隆 - バンダイナムコゲームス取締役CSカンパニープレジデント、博報堂DYホールディングス相談役、博報財団理事。
- 永田久光 - 広告研究者、評論家、電通PRセンター初代社長
- 齋藤正勝 - カブドットコム証券取締役代表執行役社長
- 福市得雄 - カーデザイナー。レクサスインターナショナル社長
- 襟川恵子 - ゲームデザイナー。コーエーテクモホールディングス代表取締役会長
- 小酒部さやか - マタハラNet～マタニティハラスメント対策ネットワーク～創設者。米国務省の国際勇気ある女性賞受賞。
- 施井泰平 - スタートバーン代表取締役
- 戸髙一成 - 呉市海事歴史科学館（大和ミュージアム）館長、菊池寛賞
- 菊池織部 - バンタンデザイン研究所の創設者

### その他
- パンツェッタ貴久子 - 料理研究家
- 藤井旭 - 天体写真家
- 飯田和敏 - ゲームクリエイター、立命館大学映像学部教授
- 届木ウカ - バーチャルYouTuber
- 井上雪彦 - 山口放送アナウンサー
- 大村絵美 - フリーアナウンサー、TBSニュースバードキャスター